# Kepler-62c
Kepler-62c és un exoplanetad'aproximadament la mida de Mart descobert en òrbita al voltant de l'estel Kepler-62, el segon més interior del sistema planetari descobert per la Missió Kepler de la NASA. És el segon exoplaneta més petit conegut després de Kepler-37b en ser descobert i confirmat per la nau Kepler. Va ser trobat utilitzant el mètode del trànsit, en el qual es mesuren les fluctuacions que un planeta causa en creuar davant la seva estrella des del punt de vista de la Terra. El seu flux estel·lar és 25 ± 5 vegades el de la Terra.